# IQ Большого Пса
IQ Большого Пса (лат. IQ Canis Majoris), HD 42949 — двойная затменная переменная звезда типа Беты Лиры (EB) в созвездии Большого Пса на расстоянии приблизительно 725 световых лет (около 222 парсеков) от Солнца. Видимая звёздная величина звезды — от +9,56m до +9,16m. Орбитальный период — около 0,7314 суток (17,553 часов).

## Характеристики
Первый компонент — белая звезда спектрального класса A8V.